# Бора Ђорђевић
Борисав Ђорђевић (Чачак, 1. новембар 1952 — Љубљана, 4. септембар 2024), познат под уметничким псеудонимом Бора Чорба, био је српски и југословенски рок музичар и песник. Ђорђевић је био главни вокал и текстописац рок групе Рибља чорба од њеног оснивања 1978. Пре тога је био члан музичких група Сунцокрет и Рани мраз. Бора Чорба је био један од најпознатијих музичара српске и југословенске рок сцене, са великим бројем обожаватеља, као и упечатљива и утицајна јавна личност.

## Биографија
Рођен је 1. новембра 1952. године у Чачку од оца машинисте Драгољуба и мајке Неранџе, која је предавала српскохрватски и руски језик. Отац му је био првоборац.
Био је члан бројних чачанских и београдских поп и рок група током 1970-их као што су Заједно, Сунцокрет и Рани мраз (са Ђорђем Балашевићем).
Године 1972. у Атељеу 212 учествовао је извођењу рок опере „Исус Христ суперстар”, музичка адаптација Саша Радојчић, препев Јован Ћирилов, где су запажене улоге имали: Златко Пејаковић, Златко Голубовић, Азра Халиловић и Бранко Милићевић.
У Београду је уписао V београдску гимназију, потом и Правни факултет. Након две године је схватио да та професија није за њега, па је покушао да упише Факултет драмских уметности у Београду. Пошто није примљен на глуму, уписао је позоришну организацију на ФДУ. Од тада је апсолвент.
Дана 15. августа 1978. основао је групу Рибља чорба, која је постала врло популарна током следећих неколико месеци. Популарност групе се такође почела манифестовати у Борином алкохолизму, што је, заједно са провокативним друштвено-оријентисаним песмама, проузроковало да он постане један од најконтроверзнијих музичара у Југославији.
По издању албума „Коза ностра”, 1990. године, био је оптужен за „вређање радничке класе Југославије”, али су оптужбе одбачене.
Након почетка југословенских ратова, Ђорђевић је био присталица српских војника у Републици Српској и Републици Српској Крајини. Са развојем ратних догађања, постаје велики противник власти Слободана Милошевића, и тај свој став је изразио албумом „Њихови дани” који је издао само под својим именом, без етикете „Рибља чорба”. У неким каснијим интервјуима, Ђорђевић је говорио да су због песме „Баба Јула” Милошевићи наручили његово убиство.
Био је члан Градског одбора ДСС-а у Београду. Након политичких промена у Србији, био је неко време на позицији саветника министра културе у Влади Србије 2004, али је већ следеће године био принуђен да поднесе оставку, након што је новинаре телевизије Б92 оптужио и назвао „издајничком стоком”.

## Ставови
Пред почетак распада СФРЈ, о Слободану Милошевићу је мислио све најбоље: Сад ће и овога сјајног човека који зна шта хоће и који то уме да уради покушати умирити и сјебати…
У четвртак 27. септембра 2012. добио је титулу четничког војводе.
Дана 14. септембра 2021. године је присуствовао политичком скупу који је предводио покрет Левијатан.

## Приватни живот
Био је ожењен Драганом Ђорђевић, са којом има сина Бориса, а са њима је живела и Тамара, Драганина ћерка из претходног брака. Борисав и Драгана су се споразумно развели 5. фебруара 2007, а Борисав јој је оставио стан у којем су живели. Драгана Ђорђевић је извршила самоубиство 23. марта 2007.
По други пут се оженио двадесет шест (неки извори кажу двадесет осам) година млађом рудничанком Александром. Венчање је обављено на Руднику, 18. новембра 2009. Александру је упознао током турнеје по САД. Након четири године је и овај брак окончан.
Убрзо потом, Ђорђевић је потврдио спекулације да има нову девојку, Дубравку Милатовић, из Словеније. У мају 2016. пар се венчао на приватној церемонији на грчком острву Санторини. Многе песме на последњем студијском албуму Рибље чорбе (Да тебе није), Ђорђевић је написао и посветио својој трећој жени. На омоту албума је и њена нацртана слика. Од женидбе са Дубравком, Ђорђевић је своје време поделио између Београда и Љубљане.

## Смрт
Ђорђевић је крајем августа 2024. године примљен у болницу у Љубљани због акутне егзацербације хроничне опструктивне болести плућа. Преминуо је од упале плућа ујутру 4. септембра, у 71. години. Сахрањен је 7. септембра на Градском гробљу у Чачку.

## Награде и признања

### Одликовања
- Орден Карађорђеве звезде првог степена (15. фебруар 2021).[19]

### Друге награде
- Добитник је награде академије Иво Андрић за књигу поезије Пусто острво, 2018. године[20]
- Почасни грађанин Чачка постао је 2022. године.[21]

## Дела

### Објављене књиге
- „Равнодушан према плачу” (1985)[22]
- „Хеј Словени” (1987)[23]
- „Првих десет година је најтеже” (1988)[24]
- „Нећу” (1989)[25]
- „Психопата и лопата” (1997)[26]
- „Срби без муке” (2001)[27]
- „Бребуси” (2003)[28]
- „Шта је песник хтео да каже” (2011)[29]
- „Дебела трагедија” (2013)[30]
- „Пусто острво” (2017)[31]

## Соло албуми
- 1987. Арсен & Бора Чорба — Unplugged ’87
- 1988. Бора прича глупости
- 1996. Њихови дани (СИМ Радио Бијељина)

## Фестивали
Београдско пролеће:
- Пусто море, пусти вали (са групом Сунцокрет), '76
- Верица (дует са Ладом Лесковаром), награда за текст и специјална награда МТС дворане за животно дело, 2023

Хит парада, Београд:
- Ој, невене (са групом Сунцокрет), '76

Београдски сабор:
- Текла вода (Вече поп — фолк група, са групом Сунцокрет), '76

Омладина, Суботица:
- Где ћеш бити лепа Кејо (са групом Сунцокрет), '76
- Реч Титова (са групом Сунцокрет), '77

Boom festival, Нови Сад:
- Пада први снег (са групом Сунцокрет), '77

Опатија:
- Валентино из ресторана (Вече рок музике, са групом Рибља чорба), '79

## Филмографија
- Није него (1978)
- Секула се опет жени (1991)
- Иван (1996)
- Сироти мали хрчки (2003)
- Шејтанов ратник (2006)
- Повратак (2017)

## Галерија
- Бора Ђорђевић у Торонту, 2003. године
- Бора Ђорђевић, 2008. године
- Бора Ђорђевић на Сајму књига, 2013. године